# Castilia griseobasalis
Castilia griseobasalis is een vlinder uit de familie Nymphalidae. De wetenschappelijke naam van de soort is voor het eerst geldig gepubliceerd in 1914 door Johannes Karl Max Röber.